# Copa CONMEBOL 1997
Navigation
Édition précédente Édition suivante
La Coupe CONMEBOL 1997 est la sixième édition de la Copa CONMEBOL, qui est disputée par les meilleurs clubs des nations membres de la CONMEBOL non qualifiées pour la Copa Libertadores. Toutes les rencontres sont disputées en matchs aller et retour. La règle des buts marqués à l'extérieur en cas d'égalité à la fin du match retour n'est pas appliquée.
Cette édition voit le sacre de l'Atlético Mineiro du Brésil qui bat les tenants du titre, les Argentins du Club Atlético Lanús en finale. C'est le deuxième titre du club après son succès en 1992, l'Atlético Mineiro est d'ailleurs le seul club à avoir remporté plus d'une fois la Copa CONMEBOL. 
L'élargissement de la compétition permet au Venezuela et à la Bolivie de pouvoir engager un deuxième club, même si les formations du même pays doivent s'affronter en tour préliminaire.

## Tour préliminaire
| Équipe 1              | Résultat      | Équipe 2             | Aller | Retour |
| --------------------- | ------------- | -------------------- | ----- | ------ |
| Real Santa Cruz       | 3 - 1         | The Strongest        | 1 - 1 | 2 - 0  |
| Estudiantes de Mérida | 3 - 3 3-4 tab | Deportivo Táchira FC | 1 - 0 | 2 - 3  |

## Huitièmes de finale
| Équipe 1                       | Résultat      | Équipe 2                 | Aller | Retour |
| ------------------------------ | ------------- | ------------------------ | ----- | ------ |
| Deportivo Táchira FC           | 2 - 4         | América Cali             | 1 - 1 | 1 - 3  |
| Deportes Tolima                | 2 - 2 3-1 tab | Rio Branco Football Club | 2 - 1 | 0 - 1  |
| Club Universitario de Deportes | 3 - 0         | CDT Universitario        | 3 - 0 | 0 - 0  |
| EC Vitória                     | 6 - 1         | Club Sportivo Luqueño    | 2 - 0 | 4 - 1  |
| Real Santa Cruz                | 1 - 6         | Club Atlético Lanús'T'   | 1 - 1 | 0 - 5  |
| Portuguesa                     | 1 - 4         | Clube Atlético Mineiro   | 1 - 4 | 0 - 0  |
| CF Universidad de Chile        | 3 - 3 2-3 tab | Colón de Santa Fe        | 2 - 1 | 1 - 2  |
| Defensor Sporting Club         | 5 - 6         | Danubio FC               | 3 - 3 | 2 - 3  |

## Quarts de finale
| Équipe 1               | Résultat      | Équipe 2                       | Aller | Retour |
| ---------------------- | ------------- | ------------------------------ | ----- | ------ |
| Colón de Santa Fe      | 2 - 2 3-2 tab | Danubio FC                     | 1 - 1 | 1 - 1  |
| EC Vitória             | 2 - 3         | Club Atlético Lanús'T'         | 1 - 0 | 1 - 3  |
| Deportes Tolima        | 1 - 2         | Club Universitario de Deportes | 1 - 0 | 0 - 2  |
| Clube Atlético Mineiro | 3 - 2         | América Cali                   | 2 - 1 | 1 - 1  |

## Demi-finales
| Équipe 1                       | Résultat | Équipe 2               | Aller | Retour |
| ------------------------------ | -------- | ---------------------- | ----- | ------ |
| Colón de Santa Fe              | 1 - 3    | Club Atlético Lanús'T' | 0 - 2 | 1 - 1  |
| Club Universitario de Deportes | 0 - 6    | Clube Atlético Mineiro | 0 - 2 | 0 - 4  |

## Finale
| Entraîneur : |
| Oscar Garré  |

| Entraîneur : |
| Émerson Leão |

| Entraîneur : |
| Oscar Garré  |

| Entraîneur : |
| Émerson Leão |

| Entraîneur : |
| Émerson Leão |

| Entraîneur : |
| Mário Gomez  |

| Entraîneur : |
| Émerson Leão |

| Entraîneur : |
| Mário Gomez  |